# Cacia marionae
Cacia marionae är en skalbaggsart som beskrevs av Hüdepohl 1989. Cacia marionae ingår i släktet Cacia och familjen långhorningar.
Artens utbredningsområde är Filippinerna. Inga underarter finns listade.